# Казашки језик
Казашки језик (каз. қазақ тілі / qazaq tili / قازاق تىلى‎) је туркијски језик којим се углавном говори у Казахстану. Казашко писмо користи казашку ћирилицу, латиницу и арапско писмо.

## Распрострањеност
Казашки језик се углавном говоре Казаси и то на територији од планина Тјен Шан до Урала. Казашки је званични језик Казакхстана, а говори га готово 10 милиона људи. Готово милион људи живи у Кини. У Русији живи око 560.000 људи који говоре овим језиком. Такође већи број говорника казашког живи у централној Азији и то у Узбекистану али и у Авганистану, Ирану, Турској и другом државама. Након 1970. већи број људи који говори овим језиком емигрирао је у Немачку.

## Гласови

### Самогласници
|           | Предњи | Централни | Задни |
| --------- | ------ | --------- | ----- |
| Затворени |        |           |       |
| Средњи    |        |           |       |
| Отворени  |        |           |       |

### Согласки
|               | билабијални | билабијални | лабио-дентални | лабио-дентални | дентално-алвеоларни | дентално-алвеоларни | посталвеоларни | посталвеоларни | непчани | непчани | меконепчани | меконепчани | увуларни | увуларни | глотални | глотални |
| ------------- | ----------- | ----------- | -------------- | -------------- | ------------------- | ------------------- | -------------- | -------------- | ------- | ------- | ----------- | ----------- | -------- | -------- | -------- | -------- |
| носни         |             |             |                |                |                     |                     |                |                |         |         |             |             |          |          |          |          |
| експлозивни   |             |             |                |                |                     |                     |                |                |         |         |             |             |          |          |          |          |
| фрикативни    |             |             |                |                |                     |                     |                |                |         |         |             |             |          |          |          |          |
| африкативни   |             |             |                |                |                     |                     |                |                |         |         |             |             |          |          |          |          |
| вевни         |             |             |                |                |                     |                     |                |                |         |         |             |             |          |          |          |          |
| апроксимантни |             |             |                |                |                     |                     |                |                |         |         |             |             |          |          |          |          |

| Предњи | Задни |
| ------ | ----- |
|        |       |
|        |       |
|        |       |
|        |       |

| С_С | секаде |
| --- | ------ |
|     |        |
|     |        |
|     |        |

## Писмо
Данас се казашки пише ћирилицом у Казахстану и Монголији, док се у Кини пише арапским писмом.
Најстарији писани запис казашког језика је писан на орконском писму. Међутим није сигурно да ли су га писали преци данашњих Казаха. Модерни казашки се пише ћирилицом, латиницом и арапским писмом.
У октобру 2006. председник Назарбајев је предложио прелазак на латиничко писмо. Ипак, децембра 2007. је објавио да не би требало журити у овоме.
Међутим, 30. јануара 2015. године, министар културе и спорта Аристанбек Мухамедиули најавио је да је у току план транзиције на латиницу, са специјалистима који раде на правопису како би се прилагодили фонолошким аспектима језика. 
Представљајући овај стратешки план у априлу 2017. године, казахстански председник Нурсултан Назарбајев описао је двадесети век као период у којем су „казашки језик и култура уништени“.
Назарбајев је наложио казашким властима да створе латиничну казашку абецеду до краја 2017. године, тако да би се писани казашки могао вратити на латинично писмо почев од 2018. године.
Од 2018. године казашки је писан ћирилицом у Казахстану и Монголији, казашки је писан латиницом у Казахстану, док више од једног милиона говорника казашког језика у Кини користи алфабет изведен из арапског писма сличан оном који се користи за писање ујгурског језика.
Дана 26. октобра 2017. године, Назарбајев је издао председнички указ 569 за промену у финализовану латиничну варијанту казашког писма и наложио да се прелазак владе на ово писмо заврши до 2025. године, одлуком донесеном да се нагласи казашка култура након доба совјетске владавине и да олакша употреба дигиталних уређаја.
Али почетна одлука да се користи нови правопис који користи апострофе, који отежавају употребу многих популарних алата за претраживање и писање текста, створила је контраверзу.
Абецеда је ревидирана следеће године председничким указом 637 од 19. фебруара 2018. године и употреба апострофа је прекинута и замењена употребом дијакритика и дијаграфа.
Међутим, многи грађани наводе да је званично уведено писмо потребно много побољшати.
Штавише, казашки је постао други туркијски језик који користи дијаграфе „ch“ и „sh“ након што их је узбечка влада прилагодила у својој верзији латиничног писма.
У октобру 2019. председник Токајев изразио је забринутост због све три верзије латиничног писма и затражио од лингвиста да без журбе предложе промишљенију верзију. Нова верзија абецеде, коју је развио Институт за лингвистику Баитурсинов и стручњаци из званична радна група за транзицију писма, предложена је у новембру 2019. године, користећи бреве, умаулте и цедиле уместо акутних акцената и дијаграфа и уводећи правописне промене да би се тачније држала казашке фонологије.
Ипак 2020. године направљена финална верзија алфабета која користи акутне акценте.